# Scotinella pelvicolens
Scotinella pelvicolens là một loài nhện trong họ Phrurolithidae.
Loài này thuộc chi Scotinella. Scotinella pelvicolens được Ralph Vary Chamberlin & Willis J. Gertsch miêu tả năm 1930.